# Jankovice (Uherské Hradiště)
Jankovice é uma comuna checa localizada na região de Zlín, distrito de Uherské Hradiště.